# Струнгари (Алба)
Струнгари (рум. Strungari) насеље је у Румунији у округу Алба у општини Пиану. Oпштина се налази на надморској висини од 410 m.

## Становништво
Према подацима из 2002. године у насељу је живело 243 становника, од којих су сви румунске националности.